# Explorer 5
O Explorer 5 (ou EXPLR5), foi um satélite estadunidense de pesquisas terrestres, com massa total de 17,24 kg. Foi lançado no dia 24 de agosto de 1958 através de um foguete Juno I a partir do Centro de lançamento de Cabo Canaveral na Flórida. Entretanto, esta missão falhou, quando o primeiro estágio "esbarrou" no segundo logo após a separação, causando uma alteração do ângulo de disparo do segundo estágio e impedindo a órbita correta.